# 三木弘 (史学博士)
三木 弘（みき ひろし）は日本の史学博士。考古学者。

## 人物
1957年、大阪府に生まれる。
1982年、東京学芸大学教育学部卒業。
1988年、國學院大学大学院博士課程後期単位取得退学。
2009年、明治大学大学院文学研究科より博士（史学）授与。
その後、大阪府教育委員会文化財保護課主査、羽衣国際大学非常勤講師などを歴任した。

## 主な著書
- 古墳社会と地域経営（学生社、2011年）[1]